# Julio César Chávez
Julio César Chávez González (ur. 12 lipca 1962 w Ciudad Obregón) – meksykański bokser, zawodowy mistrz świata kategorii junior lekkiej, lekkiej i junior półśredniej. W swojej karierze pokonał 30 zawodników o tytuł mistrza świata.

## Kariera zawodowa
Rozpoczął karierę boksera zawodowego w 1980. Po wygraniu pierwszych 43 walk zmierzył się 13 września 1984 w Los Angeles o wakujący tytuł mistrza świata organizacji WBC w wadze junior lekkiej (zwanej w tej organizacji super piórkową) ze swym rodakiem Mario Martínezem, wygrywając przez techniczny nokaut w 8. rundzie.
W obronie tytułu pokonał kolejno: Rubena Castillo (19 kwietnia 1985 w Inglewood przez techniczny nokaut w 6. rundzie), Rogera Mayweathera (7 lipca 1985 w Las Vegas przez TKO w 2. rundzie), Dwighta Pratchetta (21 września 1985 w Las Vegas na punkty), Faustino Barriosa (15 maja 1986 w Paryżu przez TKO w 5. rundzie), Refugio Rojasa (13 czerwca 1986 w Nowym Jorku przez TKO w 7. rundzie), Rocky’ego Lockridge’a (3 sierpnia 1986 w Monte Carlo na punkty), Juana Laporte (12 grudnia 1986 w Nowym Jorku na punkty), Francisco Tomasa Da Cruza (18 kwietnia 1987 w Nîmes przez TKO w 3. rundzie) i Danilo Cabrerę (21 sierpnia 1987 w Tijuanie na punkty). Po tej wygranej Chávez zrezygnował z tytułu i przeniósł się do wagi lekkiej.
W następnej walce zmierzył się 11 listopada 1987 w Las Vegas z mistrzem świata organizacji WBA Portorykańczykiem Edwinem Rosario. Po zaciętej walce wygrał przez TKO w 11. rundzie i został mistrzem świata w nowej kategorii. Obronił tytuł wygrywając z Rodolfo Aguilarem 16 kwietnia 1988 w Las Vegas przez TKO w 6. rundzie. Pokonał w towarzyskiej walce byłego dwukrotnego mistrza świata Rafaela Limóna (4 czerwca 1988 w Mazatlán przez TKO w 7. rundzie). 29 października tego roku w Las Vegas zmierzył się z mistrzem świata WBC w wadze lekkiej José Luisem Ramírezem w walce o zunifikowany tytuł. Po przypadkowym zderzeniu się głowami Ramírez doznał kontuzji w 11. rundzie i nie mógł kontynuować pojedynku. Zwycięzcą został Chávez, który do momentu przerwania walki prowadził na punkty.
W maju 1989 Chávez zrezygnował z tytułu mistrza świata wagi lekkiej i przeniósł się do kategorii junior półśredniej. 13 maja w Inglewood został mistrzem świata WBC w tej wadze po pokonaniu przez TKO w 10. rundzie Rogera Maywathera. Dwukrotnie obronił tytuł w tym roku wygrywając z Sammym Fuentesem 18 listopada w Las Vegas przez TKO w 10 rundzie i niepokonanym dotąd Alberto Cortesem 16 grudnia w Meksyku przez TKO w 3. rundzie.
17 marca 1990 w Las Vegas Chávez zmierzył się z niepokonanym mistrzem świata organizacji IBF Meldrickiem Taylorem. Stawką były oba pasy mistrzowskie. Taylor przeważał w początkowych rundach, ale później Chávez wyrównał walkę. Krótko przed końcem ostatniej 12. rundy powalił Taylora na deski. Taylor wstał podczas wyliczania, ale nie odpowiadał przytomnie na pytania sędziego i trzymał się lin. Sędzia przerwał walkę i odesłał Taylora do narożnika na 2 sekundy przed końcem ostatniej rundy. Werdykt ten był gorąco dyskutowany, ponieważ Taylor prowadził na punkty. Walka ta została uznana za walkę roku przez magazyn The Ring. Później w tym roku Chávez wygrał trzy walki towarzyskie i pokonał w pojedynku o tytuły Ahn Kyung-duka 8 grudnia w Atlantic City przez TKO w 3. rundzie. Został wybrany bokserem roku przez magazyn The Ring.
W 1991 pokonał w obronie obu tytułów Johna Duplessisa 18 marca w Las Vegas przez TKO w 4. rundzie. Następnie zrezygnował z pasa IBF. W obronie tytułu WBC wygrał z Lonnie Smithem 14 września 1991 w Las Vegas na punkty, Angelem Hernandezem 10 kwietnia 1992 w Meksyku przez TKO w 5. rundzie i z Frankiem Mitchellem 1 sierpnia 1992 w Las Vegas przez TKO w 4. rundzie.
12 września 1992 w Las Vegas Chávez stoczył pojedynek z mistrzem świata tej kategorii organizacji WBO Héctorem „Macho” Camacho; stawką był tytuł w wersji WBC. Chávez wygrał jednogłośnie na punkty. W następnej walce o tytuł pokonał przez techniczny nokaut w 5. rundzie byłego mistrza świata Grega Haugena 20 lutego 1993 w Meksyku, a 8 maja tego roku w Las Vegas wygrał przez TKO w 6. rundzie z Terrencem Allim.
10 września 1993 w San Antonio Chávez spróbował zdobyć tytuł mistrza świata kolejnej kategorii – półśredniej, zremisował jednak z obrońcą pasa WBC Pernellem Whitakerem. Była to pierwsza walka, której Chávez nie wygrał. Później pokonał w obronie tytułu w wadze junior półśredniej niepokonanego Andy’ego Holligana 18 grudnia tego roku w Puebli przez TKO w 5. rundzie.
W swej pierwszej walce w 1994, 29 stycznia w Las Vegas, Chávez niepodziewanie przegrał z Frankiem Randallem na punkty, tracąc tytuł mistrza świata. W rewanżu 7 maja tego roku w Las Vegas pokonał Randalla i odzyskał pas mistrzowski. Czterokrotnie bronił skutecznie tego tytułu, wygrywając swą drugą walkę z Medrickiem Taylorem przez TKO w 8. rundzie 17 września 1994 w Las Vegas, potem z Tonym Lopezem 10 grudnia 1994 w Monterrey przez TKO w 12. rundzie, z Giovannim Parisim 8 kwietnia 1995 w Las Vegas na punkty i z niepokonanym Davidem Kamau 16 września tego roku w Las Vegas, również na punkty.
7 czerwca 1996 w Las Vegas stracił tytuł mistrza świata po przegranej przez TKO w 4. rundzie z Óscarem de la Hoyą. W swej setnej walce pokonał byłego mistrza świata Joeya Gamache przez TKO w 8. rundzie 12 października 1996 w Anaheim. Spróbował odzyskać wakujący tytuł mistrza świata WBC kategorii junior półśredniej, ale zremisował z Miguelem Ángelem Gonzálezem po 12 rundach 7 marca 1998 w Meksyku. 18 września tego roku walczył w Las Vegas z de la Hoyą o tytuł mistrza świata WBC wagi półśredniej, ale przegrał przez poddanie w 8. rundzie. W 1999 pokonał dwóch przeciwników, a potem przegrał z Willym Wise. 29 lipca 2000 w Phoenix próbował odzyskać tytuł mistrza świata WBC wagi junior półśredniej, ale przegrał z broniącym pasa Kostią Cziu przez TKO w 6. rundzie.
Później stoczył tylko 5 walk, wygrywając m.in. ze swymi pogromcami Frankiem Randallem i Willym Wise. Ostatnią przegrał z Groverem Wileyem 17 września 2005 w Phoenix (dwa lata później jego syn Julio César Jr. wygrał z Wileyem przez nokaut).
Jego syn Julio César Chávez Jr. jest byłym mistrzem świata WBC w wadze średniej, a drugi syn Omar Chávez także znanym bokserem.
Został wybrany w 2011 do Międzynarodowej Bokserskiej Galerii Sławy.